# Jorge II, Príncipe de Waldeck e Pyrmont
Jorge II, Príncipe de Waldeck e Pyrmont (Jorge Frederico Henrique), (20 de setembro de 1789 - 15 de maio de 1845) foi o governante do principado de Waldeck e Pyrmont entre 1813 e 1845.

## Família
Jorge foi o terceiro filho, mas primeiro sobrevivente de Jorge I, Príncipe de Waldeck e Pyrmont e da condessa Augusta de Schwarzburg-Sondershausen. Os seus avós paternos eram  Carlos Augusto, Príncipe de Waldeck e Pyrmont e a condessa Henriqueta de Birkenfeld-Bischweiler.

## Casamento e descendência
Jorge casou-se com a princesa Ema de Anhalt-Bernburg-Schaumburg-Hoym no dia 26 de junho de 1823. Juntos tiveram cinco filhos:
1. Augusta de Waldeck e Pyrmont (21 de julho de 1824 – 4 de setembro de 1893), casada com o príncipe Alfredo de Stolberg-Stolberg, com descendência.
2. José de Waldeck e Pyrmont (24 de novembro de 1825 – 27 de dezembro de 1829), morreu aos 4 anos de idade.
3. Hermínia de Waldeck e Pyrmont (29 de setembro de 1827 – 16 de fevereiro de 1910), casada com o primo Adolfo I, com descendência.
4. Jorge Vítor, Príncipe de Waldeck e Pyrmont (14 de janeiro de 1831 – 12 de maio de 1893), casado primeiro com a princesa Helena de Nassau, com descendência, casado depois com a princesa Luísa de Schleswig-Holstein-Sonderburg-Glücksburg, com descendência.
5. Wolrad de Waldeck e Pyrmont (24 de janeiro de 1833 – 20 de janeiro de 1867); morreu aos 33 anos de idade; sem descendência.

## Genealogia
| Jorge II, Príncipe de Waldeck e Pyrmont | Pai: Jorge I, Príncipe de Waldeck e Pyrmont | Avô paterno: Carlos Augusto, Príncipe de Waldeck e Pyrmont     | Bisavô paterno: Frederico António Ulrico, Príncipe de Waldeck e Pyrmont |
| Jorge II, Príncipe de Waldeck e Pyrmont | Pai: Jorge I, Príncipe de Waldeck e Pyrmont | Avô paterno: Carlos Augusto, Príncipe de Waldeck e Pyrmont     | Bisavó paterna: Luísa do Palatinado-Zweibrücken-Birkenfeld              |
| Jorge II, Príncipe de Waldeck e Pyrmont | Pai: Jorge I, Príncipe de Waldeck e Pyrmont | Avó paterna: Cristiana Henriqueta do Palatinado-Zweibrücken    | Bisavô paterno: Cristiano III, Conde Palatino de Zweibrücken            |
| Jorge II, Príncipe de Waldeck e Pyrmont | Pai: Jorge I, Príncipe de Waldeck e Pyrmont | Avó paterna: Cristiana Henriqueta do Palatinado-Zweibrücken    | Bisavó paterna: Carolina de Nassau-Saarbrücken                          |
| Jorge II, Príncipe de Waldeck e Pyrmont | Mãe: Augusta de Schwarzburg-Sondershausen   | Avô materno: Augusto II, Príncipe de Schwarzburg-Sondershausen | Bisavô materno: Augusto I, Príncipe de Schwarzburg-Sondershausen        |
| Jorge II, Príncipe de Waldeck e Pyrmont | Mãe: Augusta de Schwarzburg-Sondershausen   | Avô materno: Augusto II, Príncipe de Schwarzburg-Sondershausen | Bisavó materna: Carlota Sofia de Anhalt-Bernburg                        |
| Jorge II, Príncipe de Waldeck e Pyrmont | Mãe: Augusta de Schwarzburg-Sondershausen   | Avó materna: Cristina de Anhalt-Bernburg                       | Bisavô materno: Vítor Frederico, Príncipe de Anhalt-Bernburg            |
| Jorge II, Príncipe de Waldeck e Pyrmont | Mãe: Augusta de Schwarzburg-Sondershausen   | Avó materna: Cristina de Anhalt-Bernburg                       | Bisavó materna: Albertina de Brandenburg-Schwedt                        |